# 申侯 (周幽王時代)
申侯（しんこう、生没年不詳）は、西周の申（現在の陝西省宝鶏市眉県）の侯。申侯の乱を起こして西周を滅ぼした。
娘は周の幽王の王后の申后で、その子の宜臼は周の太子となった。しかし、幽王は寵后の褒姒を后として、その子の伯服を太子とした。宜臼は申に亡命し、申侯は繒や西方の犬戎とともに周を攻めた。幽王は犬戎により殺され、西周は滅亡した。幽王の死後、申侯や繒侯・許の文公らは太子の宜臼を申で即位させた（平王）。都の鎬京は荒廃したため、洛邑に遷都した。